# Wŏnhyo
Wŏnhyo (원효; chiń. 元曉 Yuanxiao, ur. 617, zm. 686) – koreański buddysta, który w wielkiej mierze ukształtował buddyzm w Korei i wpłynął na cały jego późniejszy rozwój. Jeden z największych uczonych buddyjskich i zarazem jeden z największych myślicieli koreańskich, który wywarł także wpływ na buddyzm chiński.

## Biografia[a]
Urodził się w Puljich'on (Ahn Gye-hyeon podaje nieco inaczej; wieś Pulchi w Amnyang w pobliżu Gyeongju) w powiecie Gyeongsan w państwie Silla. Jego rodowym nazwiskiem było Sŏl, na imię miał Sŏdong. Należał do średniej klasy społecznej; rodzina należała do warstwy "yukdup'um" (szóstej rangi). 100 lat wcześniej buddyzm stał się religią państwową w Silli. W tym czasie Silla była kilkakrotnie atakowana zarówno przez Chiny jak i sąsiednie państwa koreańskie: Goguryeo i Baekje.
Wyróżniał się zdolnościami już w dzieciństwie, a gdy został mnichem buddyjskim, zamienił swój dom w świątynię Chogye.
Jak większość koreańskich buddystów Wŏnhyo w 650 r. razem z Ŭisangiem udał się do Chin poszukiwać wiedzy. W czasie podróży został schwytany przez straże Koguryŏ i pod zarzutem szpiegostwa wsadzony do więzienia. Spędził w nim kilka miesięcy. Podjęli drugą próbę dotarcia do Chin, tym razem drogą morską. Zatrzymali się w Liaodongcheng gdzieś na polu na jedną noc. W nocy znaleźli naczynie z wodą, którą wypili. Rankiem okazało się, że była to wypełniona deszczową wodą czaszka. Obaj zaczęli wymiotować. Wŏnhyo osiągnął w tym momencie oświecenie. Urzeczywistnił, że wszystko pochodzi z umysłu i że podmiotowy umysł zmienił umysł obiektywny. Uświadomienie sobie tego spowodowało zmianę planów Wŏnhyo. Zamiast poszukiwać idealnej wiedzy, postanowił poświęcić się nauce praktycznej mądrości.
Po tym doświadczeniu oświecenia Wŏnhyo powrócił do domu i rozpoczął prowadzić swobodne życie, wolne od reguł i nawet buddyjskich wskazań. Po jakimś czasie stał się bardzo znany i został zaproszony przez króla Munmu rezydującego w pałacu Yosok na dwór królewski. Poznał siostrę króla, owdowiałą księżniczkę Yosŏk, w której zakochał się z wzajemnością. Para ta dochowała się syna imieniem Sŏlch'ong. Wŏnhyo przestał się wtedy uważać za mnicha tylko świeckiego buddystę i nazywał siebie Sosŏng (mały, niski) lub Poksŏng (poniżej niskiej klasy).
Wędrował pijany po kraju, tańcząc, śpiewając i akompaniując sobie na małym naczyniu. Śpiewał fragment Sutry Awatamsaki, który nazwał "Muaega" (Pieśnią o braku przeszkód). Jego działania spowodowały, że ludzie zaczęli recytować "namu-amit'abul" (Chwała buddzie Amitabhie).
Przez dłuższy czas przebywał w klasztorze Punhwang, a następnie w Hwangnyong i Kosŏn. Pisał wtedy swoje naukowe traktaty buddyjskie. Założył m.in. klasztory: P'yoch'ung (표충사) istniejący do dziś, Haklim (w 671) w Sanggye u stóp góry Sŏrak, Kwanhŭm (617) (obecnie Muwi sa), Wŏnhyon na górze Mudŏng. Według legendy założył Silluk sa za panowania króla Silli Chinp'yŏnga (688-935).
Nie jest pewne, gdzie zmarł, jednak tekst z klasztoru Hyŏl zdaje się świadczyć, że zmarł tam w pustelni w jaskini. Jego syn, późniejszy konfucjanista, dokonał kremacji jego ciała i wyrzeźbił posąg wykorzystując jego kość i glinę. Posąg ten został umieszczony w Punghwang sa.

## Recepcja i ocena
Ze względu na łamanie przez Wŏnhyo reguł i nie poważanie autorytetów, był on sekowany przez innych mnichów. Świadczy o tym fakt, że nie mógł brać udziału w Zgromadzeniu 100 Mistrzów. Jednak po śmierci rozpoznano jego wielkość i zdano sobie sprawę, że przez całe swoje życie nauczał on mahajany nie mając żadnych przeszkód. Jego teksty sprawiły, że główny nurt buddyzmu koreańskiego rozwijał się jako spadkobierca jego myśli.
W momencie, gdy buddyzm zaczął wchodzić w koneksje w górną warstwą społeczną Korei i władzą polityczną oraz się formalizować, Wŏnhyo sprzeciwił się tym praktykom całym swoim życiem. Przebywał i szerzył buddyzm wśród najniższych warstw społecznych. Jego przyjaciółmi byli ludzie zmarginalizowani, z dna doskonałego hierarchicznego społeczeństwa Silli. Przekroczył ludzkie ograniczenia ku wieczności.
Pośmiertnie otrzymał tytuł Hwajaeng Kuksa – Narodowy Nauczyciel Harmonizujący Sprzeczności.
Jego dzieła były znane w Chinach i wywarły wpływ na rozwój chińskiej myśli buddyjskiej. Dlatego jego biografia znalazła się w Biografiach wybitnych mnichów zestawionych w okresie Song. Jego 8 komentarzy do Dacheng qixin lun (大乘起信論) (Przebudzenie wiary w mahajanie) wywarły tak wielki wpływ na Fazanga (większy od prac jego nauczyciela) i jego syntezę filozofii huayan, że Wŏnhyo jest traktowany jako prekursor chińskiej szkoły huayan.
Dzieło Wŏnhyo Simmun hwajaeng non, którego tematem jest jego logika synkretyczna było niezwykle popularne w Chinach. Praca ta przez uczniów logika buddyjskiego Dignāgi (chiń. Chenna), którzy działali w Chinach, została przeniesiona do Indii i stała się tam bardzo ceniona.
Jego teksty o Przebudzeniu wiary w mahajanie (chiń. Dacheng qixin lun) były niezmiernie popularne Chinach. Są cytowane przez Fazanga oraz mistrza chan i zarazem piątego patriarchę szkoły huayan Guifenga Zongmiego (780–841). Tekst ten został przekazany przez Fazanga czwartemu patriarsze huyan Chengguanowi (738–840) z klasztoru Qingliang.
W koreańskim buddyzmie Wŏnhyo jest traktowany jako ten, który doprowadził buddyzm do jego ostatecznego kształtu. Ukształtowany przez niego buddyzm nazywano "buddyzmem synkretycznym" (kor. t'ong pulgyo), "buddyzmem całościowym" (kor. chŏn pulgyo), "buddyzmem zsyntetyzowanym i zjednoczonym" (kor. chonghap t'ong-il pulgyo). Jego synkretyczny, całościowy i zjednoczony buddyzm został najpełniej przedstawiony w dziele Simmun hwajaengnon.
Jego pozycja w buddyzmie koreańskim była i jest tak wielka, że stał się bohaterem licznych legend (wszedł zatem nawet do folkloru koreańskiego) i zaczęto mu przypisywać umiejętności cudotwórcze. Jego biografia znalazła się w Samguk Yusa.

## Spuścizna literacka
Wŏnhyo napisał 98 książek w 240 tomach. Większość z nich była komentarzami i objaśnieniami tekstów mahajany, esejami itp. Do dziś przetrwało 20 jego ksiąg w 22 tomach.
Teksty znajdujące się w kanonie buddyjskim. T – numer katalogowy tekstu w Taishō shinshū daizōkyō, Tokio 1924-1934; H – Han'guk pulgyo chŏnsŏ (nowoczesne tłumaczenia kanonu); K – numer katalogowy tekstu w The Korean Buddhist Canon: a Descriptive Catalogue, pod red. Lewisa R. Lancastera, Berkeley 1979.
- Taehyedongyŏng chongyo (1 tom) (大慧度経宗要; Podstawowa istota Sutry Wielkiej Doskonałej Mądrości) T 1698; H 1
- Pŏphwagyŏng chongyo (1 tom) (法華経宗要; Podstawowa istota Sutry Lotosu) T 1725; H 1
- Kŭmgang sammaegyŏng non (3 tomy) (金剛三昧経論; Traktat o Sutrze Diamentowego Samadhi). Współcześni badacze sugerują, że Sutra Diamentowego Samadhi (skt. Vajrasamādhi sūtra, chiń. Jingang sanmei jing) jest napisana przez Wŏnhyo[10][c] T 1730; H 1; K 1501
- Hwaŏmgyŏng so (10 tomów) (華厳経疏; Komentarz do Sutry Girlandowej) (ocalał fragment wstępu) H 1
- Muryangsugyŏng chongyo (1 tom) (無量寿経宗要; Podstawowa istota Sutry Buddy Niekończącego się Życia[d]) T 1747; H 1
- Amit'agyŏng so (1 tom) (阿弥陀経疏; Komentarz do Sutry Amitabhy[e]) T 1759; H 1
- Yŏlbangyŏng chongyo (1 tom lub 2 tomy) (涅槃経宗要; Podstawowa istota Sutry Nirwany) T 1769; H 1
- Mirŭk sangsaenggyŏng chongyo (1 tom) (弥勒上生経宗要; Podstawowa istota Sutry Maitrei) T 1772; H 1
- Haesimmilgyŏng so (3 tomy) (解深密経疏; Komentarz do Sutry Głębokiego i Tajemnego Zrozumienia[f]) (ocalał wstęp) H 1
- Pŏmmanggyŏng posalgyebon sagi (2 tomy) Osobiste zapiski do tekstu o "Wskazaniach Bodhisattwy" z Sutry Sieci Brahmy) (ocalał jeden tom) H 1
- Posalkye pon chibŏm yogi (1 tom) (菩薩本持犯要記; Zasadnicze uwagi o utrzymaniu i łamaniu Wskazań Bodhisattwy) T 1907; H 1
- Posal yŏngnak ponŏpkyŏng so (3 tomy) (菩薩瓔珞本業経疏; Komentarz do Sutry Rdzennego Klejnotu Karmy Bodhisattwy[g]) (ocalał wstęp i jeden tom) H 1
- Taesŏng yukjŏng ch'amhoe (1 tom) (大乗六情懺悔; Skrucha z 6 zmysłowymi organami w mahajanie) T 1908; H 1
- Palsim suhaeng chang (1 tom) (発心修行章; O rozbudzeniu swojego umysł i swojej praktyki) K S81; H 1
- Chungbyŏn punbyŏllon so (4 tomy) (中辺分別論疏; Komentarz do Traktatu o rozdziale pomiędzy niskim a krańcowym[h]) (ocalały 3 tomy) H 1
- P'an piryang non (1 tom) (判比量論; Traktat o krytyce porównawczego wnioskowania) H 1
- Taesŭng kisillon so (2 tomy) (大乗起信論疏; (Komentarz do Traktatu o Przebudzeniu wiary w mahajanie) T 1844; H 1
- Taesŭng kisillon pyŏlgi (1 lub 2 tomy) (大乗起信論別記; (Dodatkowe uwagi do Traktatu o Przebudzeniu wiary w mahajanie) T 1845; K S29; H 1
- Ijangŭi (1 tom) (二障義; Znaczenie dwóch przeszkód) H 1
- Simmun hwajaeng non (1 tom) (十門和諍論; Traktat o sharmonizowaniu dysput pomiędzy 10 szkołami) K S4(3); H 1
- Yu simallak to (1 tom) (遊心安楽道; Sposób doprowadzenia umysłu pełnego problemów do relaksu) T 1965; H 1
- Muaega (1 tom) (Pieśń o braku przeszkód)
- Kisillon haedong so K S25(32)

Przypisywana mu dawniej praca Yu simallak to (Drogi do raju dla uspokojenia umysłu) według najnowszych badań nie jest jego dziełem, gdyż połowa jej odpowiada dokładnie jego pracy Muryangsungyŏng chongyo oraz zawiera cytaty z Mahāratnakūţa sūtra (T 310) (chiń. Dabaoji jing) przetłumaczonej przez Bodhiruciego już po śmierci Wŏnhyo.

## Nauki i poglądy
Teksty te związane są z różnymi szkołami buddyjskimi. Przyczyną tego był ekumenizm Wŏnhyo, który starał się uniknąć wąskiego sektarianizmu i postrzegał buddyzm bardzo całościowo. Krytycznie podchodził do podziału buddyzmu na różne szkoły. Jego celem było zintegrowanie różnych doktryn buddyjskich z wyższej perspektywy. Nazwał tę ideę "hwajaeng", co można przetłumaczyć jako "pojednanie doktrynalnych różnic". Ta myśl została najpełniej wyrażona w dziele Simmun hwajaengnon. Klasyfikuje w nim różnorodne poglądy w dziesięć grup i omawia je krytycznie z punktu widzenia zgodności.
W innym ważnym dziele Ijangŭi Wŏnhyo tworzy zestaw dwu rodzajów nauczania:
- nauczanie publiczne (hyŏnyomun)
- nauczanie ukryte (ŭnmilmun)

Jego zdaniem np. Yogācārabhūmi podkreślająca ideę "świadomości magazynującej" (ālayavijñāna) należy do nauk ukrytych, podczas gdy idee Dacheng gixin lun (Mahāyānaśraddhotpāda śāstra) należą do nauk publicznych. Jednak publiczne nauki są już zawarte immanentnie w naukach tajemnych, tak więc nie ma między nimi żadnych sprzeczności, zgodnie z jego teorią zgodności.
Oprócz tekstów ważnych dla późniejszego rozwoju szkoły hwaŏm, czystej krainy i jogaczary, napisał także znaczące teksty dla rozwoju szkoły tiantai (kor. ch'ŏnt'ae). Szczególnie ważna jest tu jego praca Pŏphwangyŏng chongyo poświęcona Saddharmapuṇḍarīce. Podkreśla w niej wagę idei zjednoczenia "Trzech Pojazdów" w "Jeden Pojazd".
Krytykował także Winaję hinajanistyczną za utrzymywanie formalnej moralności i autorytatywność. Uważał, że najbardziej istotne jest zmienienie naszej wewnętrznej świadomości.
Uważał także, że jesteśmy istnieniem jednego umysłu. Podsumował to wyrażeniem – "powrót do podstawy Jednego Umysłu". To było istotą jego filozofii.
Inny element jego rozumienia buddyzmu wyraził zdaniem "dobroczynność dla wszystkich ludzi". Praktyka buddyjska powinna być dobroczynna dla wszystkich. Według niego kryterium rozpoznawania czy nasze działania są dobre czy złe, zależy od osądu, jak dużo robimy rzeczy dobroczynnych dla świeckich ludzi.
Wŏnhyo jest uważany formalnie za założyciela szkoły pŏpsong (natury dharmy – skt dharmalakszana – zwanej także jogaczarą), która stała się jedną z pięciu najważniejszych tradycji buddyzmu Silli w tym okresie. Jednak jego traktaty o sutrze Huayan i komentarze do niej wywarły tak wielki wpływ na buddyzm zarówno chiński jak i koreański, iż niektórzy uważają go także za faktycznego założyciela szkoły hwaŏm (chiń. huayan).